# Radiophosphortherapie
Die Radiophosphortherapie ist eine Radionuklidtherapie bei der Polycythaemia vera und der essentiellen Thrombozythämie. Es wird das Radionuklid 32Phosphor verwendet. Die Methode gilt als Alternative zu den herkömmlichen Behandlungsverfahren – aufgrund ihres Nebenwirkungsprofils aber vorwiegend bei älteren Patienten über 65 oder 70 Jahren.

## Anwendungsgebiete und Alternativen
Die häufigste Indikation der Radiophosphortherapie ist die Polycythaemia vera (PV), die zu den Myeloproliferativen Erkrankungen zählt. Eine weitere Indikation ist die Essentielle Thrombozythämie (ET).
Als absolute Kontraindikationen für die Behandlung mit 32P gelten Schwangerschaft und Stillzeit, als relative Kontraindikationen Frauen im gebärfähigen Alter. Aufgrund der Altersverteilung der Erkrankung kommen diese Kontraindikationen in der Praxis kaum vor. Weitere relative Kontraindikationen sind eine rasche Verschlechterung der Nierenfunktion, eine sehr niedrige Zahl an weißen Blutkörperchen (Leukozytopenie) oder – bei der ET – ein sehr niedriger Hämoglobinwert (Blutarmut, Anämie).
Die Therapie der Wahl der Polycythaemia vera ist zunächst der Aderlass. Da bei alleiniger Aderlasstherapie die Gefahr einer Osteomyelofibrose besteht, erfolgen meist zusätzliche Therapien mit Hydroxycarbamid oder Busulfan.

## Therapieprinzip und physikalische Grundlagen

Dihydrogenphosphat-Ion

Das verwendete radioaktive Phosphor-Isotop 32Phosphor (32P) wird in Kernreaktoren hergestellt und steht zur Therapie als Dihydrogenphosphat oder als Natriumphosphat in flüssiger Form zur Verfügung. Das Radionuklid wird – nach Aufklärung und Einwilligung des Patienten – streng intravenös über einen peripheren Venenkatheter verabreicht (appliziert). Zur Reduktion der Strahlendosis des punktierten Gefäßes soll die punktierte Vene anschließend mit isotonischer Kochsalzlösung gespült werden. Alternativ kann auch die orale Gabe Anwendung finden.
Die angegebenen Aktivitäten betragen 3,7 MBq pro Kilogramm Körpergewicht oder 80 bis 110 MBq pro m2 Körperoberfläche. Als Höchstaktivität einer einzelnen Behandlung werden 185 bis 260 MBq angegeben. Manche Autoren fordern eine Aktivitäts-Reduzierung um 25 % für Patienten über 80 Jahre.
32P wird in den Pool des anorganischen Phosphors aufgenommen und zu 20 % innerhalb von 24 Stunden mit dem Urin ausgeschieden. Aus Gründen des Strahlenschutzes wird daher empfohlen, die Therapie in einer Einrichtung durchzuführen, die an eine Abklinganlage angeschlossen ist oder den Urin zu sammeln und erst zu entsorgen, wenn die Radioaktivität abgeklungen ist. Die verbliebenen 80 % werden in verschiedene organische und anorganische Phosphorverbindungen des menschlichen Körpers aufgenommen. Phosphor wird zum Beispiel direkt in Nukleinsäuren eingebaut und reichert sich daher in Geweben mit hoher Zellproliferation an, zu denen das Knochenmark als Ort der Blutbildung gehört. Besteht krankheitsbedingt auch eine Blutbildung außerhalb des Knochenmarks (extramedulläre Blutbildung), so reichert sich das Radiopharmakon auch dort an. 32Phosphor wird auch in das Calciumphosphat des Knochens aufgenommen und trägt von dort zur Strahlendosis des Knochenmarks bei.
32P ist ein reiner Betastrahler mit einer maximalen Energie von 1,71 MeV, einer mittleren Energie von 0,70 MeV, einer maximalen Reichweite in Gewebe von 7,9 mm, einer mittleren Reichweite von 3 mm und einer physikalischen Halbwertszeit von 14,3 Tagen. Die biologische Halbwertszeit beträgt im Knochenmark etwa 7 bis 9 Tage. Die höchsten Strahlendosen entstehen im Knochenmark, in der Leber und der Milz.
Die Strahlung des 32P bewirkt in der unmittelbaren Umgebung Schäden in der DNA, insbesondere Doppelstrangbrüche, die letztlich zur Einleitung des programmierten Zelltods (Apoptose) führen (→ Wirkungsmechanismus der Strahlentherapie). Dieser antiproliferative Effekt schließt die Zelllinien ein, die bei der Polycythaemia vera betroffen sind. Es resultiert eine Hemmung der hyperproliferativen Zelllinien, nicht eine Auslöschung.
Therapieziele bei der Polycythaemia vera sind eine Normalisierung des Gesamtvolumens aller Erythrozyten, die Reduktion der Zahl der Thrombozyten unter 500.000/µl und ein Rückgang der Splenomegalie. Falls die Ziele mit der ersten Behandlung nicht erreicht werden, kann die Radiophosphortherapie nach 4 Monaten mit um ein Viertel gesteigerter Aktivität wiederholt werden. Die Gesamtdosis soll 600 MBq pro Jahr nicht überschreiten.

## Risiken und Nebenwirkungen
Wenn die Injektion des Radiopharmakons nicht in die Vene gelangt, sondern in das Gewebe um die Vene herum (Paravasat), kann dort das Gewebe absterben (Radionekrose).
Regelhaft entwickelt sich innerhalb von vier bis sechs Wochen eine relative Leukozytopenie (Verminderung der Zahl der weißen Blutkörperchen) und Thrombozytopenie (Verminderung der Zahl der Blutplättchen), die sich innerhalb von vier Monaten zurückbilden.
Etwa 10 % (2 bis 15 %) der mit 32P behandelten Patienten entwickeln innerhalb von 10 Jahren nach der Behandlung eine akute myeloische Leukämie. Die Häufigkeit scheint von der angewendeten Aktivität abzuhängen. Nach anderen Quellen gibt es keinen signifikanten Zusammenhang zwischen verabreichter Gesamtaktivität und Leukämierate. Ungefähr die gleichen Häufigkeiten für die Entwicklung einer Leukämie gelten allerdings auch für die Patienten, die mit Hydroxycarbamid oder Busulfan behandelt wurden.
Eine weitere beschriebene Komplikation, die allerdings auch unter anderen Therapieformen auftreten kann, ist die Osteomyelofibrose.

## Erfolge
98 % der Patienten – nach anderen Quellen nur 60 bis 90 % – erzielen innerhalb von drei bis vier Monaten eine komplette Remission, die im Median drei Jahre lang anhält. Unter einer anschließenden Erhaltungstherapie mit niedrig dosiertem Hydroxycarbamid hatten nach 14 Jahren noch 60 % der Patienten eine komplette Remission. Die Radiophosphortherapie gilt daher als „eine gut verträgliche und effiziente Therapie bei älteren Patienten mit Polycythaemia vera, welche zu einer langen mittleren Überlebenszeit bei ausgezeichneter Lebensqualität führt“.

## Geschichte
Die erste Radionuklidtherapie mit 32P bei Polycythaemia vera wurde 1953 von Lawrence beschrieben. Zuvor war die Methode bereits bei Leukämien eingesetzt worden.